# Йотвата (аэродром)
Аэродром Йотвата (ивр. מנחת יטבתה‎) — небольшой пустынный аэродром на юге Израиля в 40 км к северу от Эйлата, примыкающий к кибуцу Йотвата. Взлетно-посадочная полоса находится в аварийном состоянии.
Взлетно-посадочная полоса, расположенная в Араве, примерно в километре к северо-востоку от кибуца Ятбата и примерно в 40 км к северу от города Эйлат, сегодня не действует.
Взлетно-посадочная полоса с единственной взлетной полосой длиной 1020 метров ранее принадлежала компании Аркиа, и использовалась для двух ежедневных пассажирских рейсов на самолёте Dash 7, для сельскохозяйственных рейсов, а также стоянки для легких самолётов.
Во время ремонта Эйлатского аэтопорта в 2003 году Йотвата принимала рейсы в Эйлат.
Сегодня взлетно-посадочная полоса находится в ведении регионального советa Хевель-Эйлот.
По состоянию на 2024 год аэродром неактивен и используется как временная парковка для новых автомобилей, которые привозятся к нему из порта Эйлата.